# Stora Hamnträsket
Stora Hamnträsket är en sjö i Skellefteå kommun i Västerbotten och ingår i Byskeälven-Kågeälvens kustområde. Sjön har en area på 0,0512 kvadratkilometer och ligger 7 meter över havet.

## Delavrinningsområde
Stora Hamnträsket ingår i det delavrinningsområde (720849-175362) som SMHI kallar för Rinner mot S m Bottenvikens kustvatten. Medelhöjden är 14 meter över havet och ytan är 8,22 kvadratkilometer. Det finns inga avrinningsområden uppströms utan avrinningsområdet är högsta punkten. Avrinningsområdets utflöde mynnar i havet, utan att ha någon enskild mynningsplats. Avrinningsområdet består mestadels av skog (83 procent). Avrinningsområdet har 0,2 kvadratkilometer vattenytor vilket ger det en sjöprocent på 2,4 procent.